# A.C. Milan w sezonie 1942/1943

Klubowe barwy Milanu

Osiągnięcia piłkarskiego zespołu A.C. Milan w sezonie 1942/1943.

## Osiągnięcia
- Serie A: 6. miejsce
- Puchar Włoch: odpadnięcie w 1/4 finału

## Podstawowe dane
- Oficjalna nazwa klubu: Associazione Calcio Milano
- Siedziba klubu: Via del Lauro 4
- Boisko: Arena Civica
- Prezes klubu: Komisarz Nadzwyczajny (Umberto Trabattoni)
- Trener zespołu:  Mario Magnozzi II
- Kapitan drużyny:  Giuseppe Antonini I